# Condado de Laurens (Carolina do Sul)
O Condado de Laurens é um dos 46 condados do Estado americano da Carolina do Sul. A sede do condado é Laurens, e sua maior cidade é Laurens. O condado possui uma área de 1 875 km² (dos quais 23 km² estão cobertos por água), uma população de 69 597 habitantes, e uma densidade populacional de 38 hab/km² (segundo o censo nacional de 2000). O condado foi fundado em 1785.